# Olympische Sommerspiele 2004/Teilnehmer (Niederländische Antillen)
| Gelbes Symbol für Goldmedaillen mit stilisierten Olympischen Ringen | Graues Symbol für Silbermedaillen mit stilisierten Olympischen Ringen | Braundes Symbol für Bronzemedaillen mit stilisierten Olympischen Ringen |
| ------------------------------------------------------------------- | --------------------------------------------------------------------- | ----------------------------------------------------------------------- |
| —                                                                   | —                                                                     | —                                                                       |

Die Niederländischen Antillen nahmen mit drei Athleten an den Olympischen Sommerspielen 2004 in Athen teil.
Das Land ist seit 1952 zum elften Mal bei Olympischen Spielen vertreten. Fahnenträger bei der Eröffnungsfeier war der Leichtathlet Churandy Martina.

## Teilnehmer nach Sportarten

### Leichtathletik
- Geronimo Goeloe
200 m, Männer: ausgeschieden im 1. Vorlauf, 43.

- Churandy Martina
100 m, Männer: ausgeschieden im 2. Vorlauf, 24.

### Reiten
- Eddy Stibbe
Vielseitigkeitsprüfung, Einzel: 53.